# Schoenoxiphium ludwigii
Schoenoxiphium ludwigii är en halvgräsart som beskrevs av Ferdinand von Hochstetter. Schoenoxiphium ludwigii ingår i släktet Schoenoxiphium och familjen halvgräs. Inga underarter finns listade i Catalogue of Life.